# Ross Perot
Henry Ross Perot (/pəˈroʊ/; tên khai sinh Henry Ray Perot; 27 tháng 6 năm 1930 – 9 tháng 7 năm 2019) là một ông trùm kinh doanh, tỷ phú, nhà từ thiện và chính trị gia người Mỹ. Ông là người sáng lập và giám đốc điều hành của Electronic Data Systems và Perot Systems. Ông đã điều hành một chiến dịch tranh cử tổng thống độc lập vào năm 1992 và một chiến dịch của bên thứ ba vào năm 1996, thành lập Đảng Cải cách trong cuộc bầu cử sau đó. Cả hai chiến dịch đều nằm trong số các buổi trình diễn tranh cử tổng thống mạnh nhất của một bên thứ ba hoặc ứng cử viên độc lập trong lịch sử Hoa Kỳ.
Sinh ra và lớn lên ở Texarkana, Texas, Perot trở thành nhân viên bán hàng cho IBM sau khi phục vụ trong Hải quân Hoa Kỳ. Năm 1962, ông thành lập Electronic Data Systems, một công ty dịch vụ xử lý dữ liệu. Năm 1984, General Motors đã mua một quyền lợi kiểm soát trong công ty với giá 2,4 tỷ đô la. Perot thành lập Perot Systems vào năm 1988 và là một nhà đầu tư thiên thần cho NeXT, một công ty máy tính được Steve Jobs thành lập sau khi ông rời Apple. Perot cũng tham gia rất nhiều vào vấn đề POW / MIA trong Chiến tranh Việt Nam, cho rằng hàng trăm quân nhân Mỹ bị bỏ lại ở Đông Nam Á sau Chiến tranh Việt Nam. Trong nhiệm kỳ tổng thống của George HW Bush, Perot ngày càng trở nên tích cực trong chính trị và phản đối mạnh mẽ Chiến tranh vùng Vịnh và sự phê chuẩn của Hiệp định thương mại tự do Bắc Mỹ.
Năm 1992, Perot tuyên bố ý định ra tranh cử tổng thống và ủng hộ ngân sách cân bằng, chấm dứt việc thuê ngoài công việc và ban hành nền dân chủ trực tiếp điện tử. Một cuộc thăm dò của Gallup vào tháng 6 năm 1992 cho thấy Perot dẫn đầu cuộc đua ba chiều chống lại Tổng thống Bush và ứng cử viên Dân chủ Bill Clinton. Perot rút ngắn khỏi cuộc đua vào tháng 7, nhưng lại tham gia cuộc đua vào đầu tháng 10 sau khi anh ta đủ điều kiện cho tất cả 50 phiếu bầu của tiểu bang. Ông đã chọn Đô đốc James Stockdale làm đối tác của mình và xuất hiện trong các cuộc tranh luận năm 1992 với Bush và Clinton. Trong cuộc bầu cử, Perot đã nhận được 18,9% số phiếu phổ thông, nhưng không giành được bất kỳ phiếu bầu đại cử tri nào. Ông đã giành được sự ủng hộ từ khắp các phổ tư tưởng và đảng phái, nhưng hoạt động tốt nhất trong số những người ôn hòa tự mô tả. Perot ra tranh cử tổng thống một lần nữa vào năm 1996, thành lập Đảng Cải cách làm phương tiện cho chiến dịch của mình. Ông đã giành được 8.4 phần trăm số phiếu phổ biến chống lại Tổng thống Clinton và ứng cử viên đảng Cộng hòa Bob Dole.
Perot đã không tranh cử vị trí dân bầu một lần nào nữa sau năm 1996. Ông tán thành George W. Bush của đảng Cộng hòa khi so với ứng cử viên Cải cách Pat Buchanan trong cuộc bầu cử năm 2000 và ủng hộ Mitt Romney của đảng Cộng hòa vào năm 2008 và 2012. Năm 2009, Dell mua lại Perot Systems với giá 3,9 tỷ USD. Theo Forbes, Perot là người giàu thứ 167 ở Hoa Kỳ tính đến năm 2016.